# Шарль Бернардін де Жіго де Бельфон
Шарль Бернардін де Жіго де Бельфон (фр. Bernardin de Gigault de Bellefonds; 1630, Валонь — 4 грудня 1694, Венсенський замок) — військовий та державний діяч Французького королівства, маркіз.

## Життєпис
Походив з пуатуського шляхетського роду Жіго де Бельфон. Його предки обіймали провідні посади в Нормандії. Син Генріха-Роберта Жіго де Бельфона, сеньйора Гручі та Шеф-дю-Понта, губернатора Валонь й інтенданта генералітета Кан, та Марії д'Авоне. Народився 1630 року. Близько 1641 року його вихователем став поет і письменник Жорж де Бребьоф. 1643 року після смерті батька успадкував посаду у Валоні в Нормандії.
1649 року залишився вірним королівському двору та кардиналу Мазаріні. Спочатку перешкоджав постачанням харчів військам Фронди, що рушили на Париж. Потім протягом 18 днів обороняв Валонь.
1650 року призначено полковником Шампанського полку. Боровся проти військ Фронди в Гієні, де 1651 року протягом декількох місяців обороняв Коньяк від військ Людовика де Конде. З 1653 року діяв в Каталонії, 1654 року брав участь у поході на Кастелламмаре. 1655 року отримав звання генерал-лейтенанта. Того ж року оженився на представниці роду Фуко. 1659 року завдав поразки біля Турне іспанській піхоті. Того ж року спрямований на допомогу Рануччо II Фарнезе, герцогу Парми, який боровся за герцогство Кастро.
1665 року призначено послом в Іспанії, де представляв французького короля на церемонії коронації Карла II. 1666 року був посланцем до Республіки Сполучених провінцій, де обговорював спільні дії з голландським флотом проти алжирських та туніських піратів. Потім призначено губернатором між Маасом і Самбре. 1667 року брав участь в Деволюційній війні проти Іспанії. Тут зазнав тяжкого поранення. 1668 року стає маршалом Франції. Отримує титул маркіза.
1670 року призначено послом до Франції. Тут обговорював спільні дії проти Республіки Сполучених провінцій. 1672 року повернувся до Франції. 1672 року з початком Голландської війни самостійно без дозволу командувача Франсуа де Крекі атакував супротивника й домігся успіху. Його було відправлено у заслання до Нормандії. 1673 року призначається армією проти Голландії. Втім того ж року пішов у відставку, відмовившись залишати важливі фортеці Граве і Маастрих в Іспанських Нідерландах та захопивши форти Наваньє та Аргенто. Це відкрило протір для атаки французьких військ. Лише допомога з боку Людовика де Конде врятувало ситуації.
1676 року стає королівським дворецьким. 1679 року стає першим інтендантом дофіни Марії Анни Баварської (до 1690 року). 1684 року повернувся до армії, брав участь у Війні за об'єднання. Того ж року брав участь у кампанії в Каталонії, переміг у битві на річці Тер, але не зміг захопити Жирону. 1685 року призначено магістром (очільником) королівської гармати. 1688 року стає кавалером орденів Святого Духа та Святого Михайла.
1692 року під час Війни Аугсбурзької ліги призначено на чолі армії, що повинна була допомогти Якову II Стюарту відновитися на троні Англії. Але поразки французького флоту завадили цьому. 1693 року отримав командорство ордену Святого Людовика. Помер 1694 року в Венсенському замку.

## Родина
Дружина — Мадлен, донька Жана Фуко, сеньйора Шаслена
Діти:
- Жан (1659—1668)
- Луї-Крістоф (д/н—1692)
- Марія-Елеонора (д/н—1717), ігумення абатства Монмартра
- Тереза-Марія (1667—1733), дружина Антуана-Шарля, маркіза дю Шателе, генерал-лейтенанта
- Жанна-Сюзанна (1665—1698), дружина Шарля-Франсуа Дейві, генерал-лейтенанта військово-морських військ
- Луїза, дружина Жан-Франсуа дю Файса, табірного маршала
- Бернардина-Тереза (д/н—1717), черниця в абатстві Монмартр
- Франсуаза Бонна (1676—1693)
- Марія-Арманда-Агнес, приорета бенедиктинського монастиря в Конфлані